# Milionowy spadkobierca
Milionowy spadkobierca – polski film, niema komedia z 1928.

## Powstanie i treść
Film powstał w poznańskiej wytwórni Popfilm. Realizowano go na przełomie lat 1927-1929, a premiera odbyła się 7 lipca 1928. Scenariusz napisał Ireneusz Zyberk-Plater, reżyserem był Janusz Warnecki, a zdjęcia nakręcił Herman Walleiser. Film, oprócz warstwy komediowej, stanowił promocję Poznania przed Powszechną Wystawą Krajową w 1929. Motto obrazu brzmiało: Przez Poznań do poznania potęgi Polski!. Sceny kręcono m.in. w Parku Wilsona, na centralnych ulicach miasta, w lunaparku PeWuKi, a także na terenach wystawowych. Film nie zachował się do dziś.

## Aktorzy
W filmie grali m.in.:
- Barbara Ludwiżanka (debiut filmowy[3]) - prezeska klubu tępicielek łowców posagów,
- Jerzy Stroiński - Onufry, zdobywca milionowego spadku,
- Aleksander Rodziewicz,
- Stanisław Łapiński,
- Irena Radko[1].